# 潛水 (網路用語)
潛水（英語：Lurker）作為網絡上的術語，意指某些網絡論壇上的註冊用戶，自註冊後甚少發帖的行為，有如「潛隱水底下消失了一樣」，久不露面。這種情況的出現通常是因某網民在討論中理虧或出醜，無法面對其他版友，又或者是受到外在環境的壓力所壓逼而消失於論壇（當然，也可以完全沒有任何明顯可察的原因而無故失蹤），或纯粹观察其他版友的讨论，不发表言论。
潜水员，指的是在某一论坛上长时间（时间长短各论坛不定）未发言的用户。潜水员的权限会受到限制，比如不能下载帖子裡提供的附件。但通常在回覆帖子之後，或者是创建新贴后，限制就会被解除，潜水员标识会消失。在大陆的论坛中，潜水被大多数的网民视为正常的事情，当他们偶尔回帖时，常有類似自己是“万年潜水员出来冒泡”之言
另外潛水太久被提起的話就會被說都快溺水了還不起來。
CD-ROM（「Copy，Download，Read Only Member」），香港和澳門的網絡用語，指只讀不回的網民，不限於潛水的會員。會成為CD-ROM有時是因為討論區的登記制度嚴格，要成為登記會員並不容易，例如香港的香港高登討論區和台灣的批踢踢。

## 香港中學會考考試題目事件
2008年4月26日舉行之香港中學會考中文科卷五《綜合能力》考卷中，潛水一詞與電子遊戲術語屈機組成了標語「見鬼勿O嘴，潛水怕屈機」。此標語一出現立即令考生大呼費解，并產生巨大影響。而「潛水怕屈機」這句令人摸不著頭腦的香城標語亦迅即成為當時網絡上的流行用語。

## 外部連結
- 香港網絡大典 潛水 （页面存档备份，存于）
- 香港網絡大典 CD-ROM （页面存档备份，存于）